# Living on Video (Ratty-kislemez)
A Living On Video a Ratty második, technikailag befejezetlen kislemeze, mely 2001-ben jelent meg. A projekt mögött a német Scooter áll, azonban ők álnéven készítették el a tracket. A tervbevett kislemezből és videoklipből mindössze egy bakelitváltozat került kiadásra, ugyanis utóbb elálltak a hivatalos kiadásától. Néhány válogatáslemezen azonban később megjelent, illetve a digitális zenei áruházak kínálatába is bekerült.

## Számok listája
1. Original Mix (6:45)
2. Ratty Mix (8:41)
3. Jay Frog Mix (6:39)

Az Original Mix tulajdonképpen a Trans-X által készített eredeti verzió újragondolása. Ebből is készült Radio Edit, azonban a válogatásalbumok nagyobb részén (Future Trance 17, Club Rotation 16) már az úgynevezett "Ratty Radio Edit" található meg, mely a "Ratty Mix"-ből készült. Valószínűleg ez utóbbi lett volna a tervezett kislemez alapja.